# روژن (بلغارستان)
روژن (به بلغاری: Rozhen) یک منطقهٔ مسکونی در بلغارستان است که در ساندانسکی واقع شده‌است.